# 런던 아이리시
런던 아이리시(London Irish)는 1898년에 창단한 잉글랜드 버크셔주 레딩의 프로 럭비 유니온 팀이다. 아일랜드계 사람들의 클럽으로 창단하여 아이리시라는 이름을 갖게 됐지만 현재는 모든 종류의 선수들을 받아들인다. 잉글리시 프리미어십에서 뛰고 있으며 홈 구장은 마데이스키 스타디움이다.

## 역사
더 엑사일스로 불리기도 하는 런던 아이리시는 1898년 런던 스코티시와 런던 웰시를 본받아 런던의 아일랜드계 사람들에게 의해 창단하였다. 팀은 제 1차 세계 대전과 아일랜드 독립 전쟁으로 인해 어려움을 겪다 1923년 아일랜드의 독립을 통해 비아일랜드계도 받아들이면서 다시 정상화된다.
1931년, 아이리시는 선버리에 연고를 정하여 더 애브뉴에서 첫 공식 경기를 치르게 되었고, 선보이는 현재도 팀의 정신적 연고지이다. 1976-77시즌에 럭비 풋볼 유니온에서 리그 시스템을 정리하면서 런던 디비션에 속하게 된다.
1990-91시즌, 아이리시는 1부 리그에 올라오게 되었고, 팀이 재정상 어려워지자 런던 스코티시와 리치몬드 FC와 한 팀으로 통합하여 현재에 이르고 있다.

## 같이 보기
- 런던 스코티시